# Phthonosema dubitans
Phthonosema dubitans là một loài bướm đêm trong họ Geometridae.